# Цифровий обчислювальний синтезатор

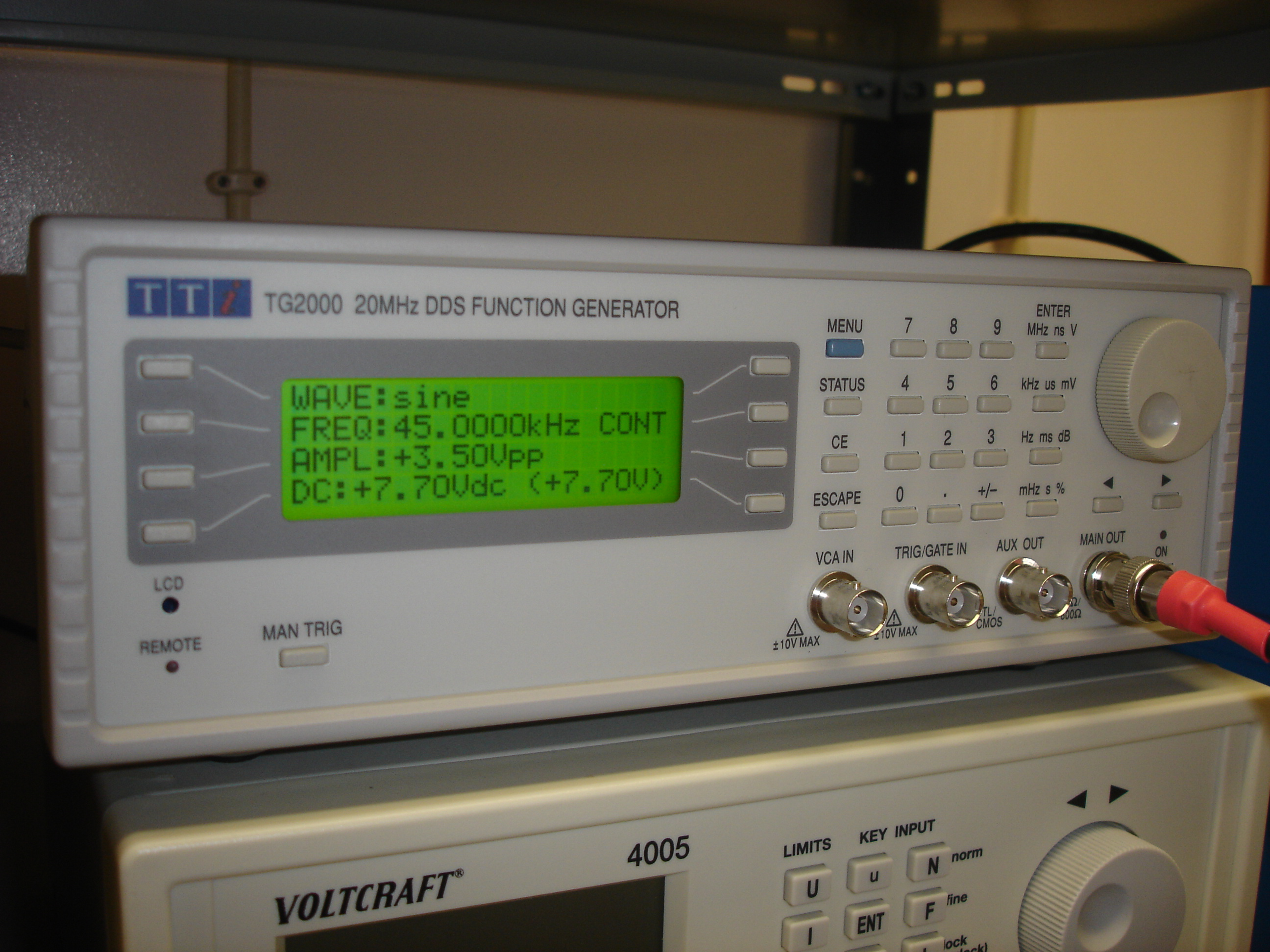
Лабораторний DDS

Цифрови́й обчи́слювальний синтеза́тор (ЦОС) (також відомий як схема прямого цифрового синтезу; англ. Direct digital synthesizer, DDS) — електронний прилад, призначений для синтезу сигналів довільної форми і частоти з єдиною опорною частотою, що генерується генератором тактових імпульсів. Характерною особливістю ЦОС є те, що відліки синтезованого сигналу обчислюються цифровими методами, після чого передаються на цифро-аналоговий перетворювач (ЦАП), де і відбувається їх перетворення в аналогову форму (напруга або струм).
Цим ЦОС відрізняється від синтезаторів частоти, заснованих на інших принципах, наприклад, ФАПЧ.

## Принцип дії
Основними функціональними блоками ЦОС є: акумулятор фази, перетворювач фаза-амплітуда, ЦАП. Також ЦОС містить деяку кількість пам'яті, що служить для зберігання параметрів синтезованого сигналу, таких як частота, фаза, амплітуда і ін. У кожному такті опорної частоти акумулятор фази збільшує своє значення на величину, записану в комірку пам'яті, яку зазвичай називають прирощення фази. У результаті, значення акумулятора фази лінійно збільшується з часом. Потім обчислене таким чином в кожному такті значення фази перетвориться в значення амплітуди. В принципі, дане перетворення може бути довільним і залежить від програми. У найбільш поширеному на практиці випадку, для синтезу гармонійних коливань, обчислюється синус поточного значення фази. Результат обчислення подається на вхід ЦАП.

## Особливості
Однією з важливих особливостей таких пристроїв є висока роздільна здатність завдання значень відтворюваних частот і їх абсолютна точність (вважаючи тактовий генератор ідеальним). Доступні пристрої з кроком перебудови менш 0.00001 Гц, при вихідних частотах від нуля герц до сотень мегагерц і опорній частоті біля гігагерца.
Швидкість (час) перебудови вихідної частоти з одного значення на інше дуже висока і стабільна, і визначається, в основному, тільки тривалістю імпульсної характеристики аналогового відновлюючого фільтра на виході синтезатора; сама ж перебудова відбувається фактично моментально. Час перебудови не залежить від різниці між початковою і кінцевою частотами. У деяких синтезаторах такого типу передбачений, в тому числі, автоматичний лінійний інкремент або хоппінг частоти.
Як недолік можна вказати більш високе, у порівнянні з рішеннями на ФАПЧ, енергоспоживання через великий обсяг обчислень, і більш високий рівень негармонічних паразитних складових в спектрі синтезованого сигналу.